# Megasema staudingeri
Megasema staudingeri är en fjärilsart som beskrevs av Heinrich Benno Möschler 1862. Megasema staudingeri ingår i släktet Megasema och familjen nattflyn. Inga underarter finns listade i Catalogue of Life.